# Leschenaultia grossa
Leschenaultia grossa là một loài ruồi trong họ Tachinidae.